# PD-L1
PD-L1 (pour « Programmed death-ligand 1 » ), ou CD274 (pour « cluster de différenciation 274 »), ou B7H1 (pour « B7 homolog 1 ») est une protéine dont le gène est CD274 situé sur le chromosome 9 humain.
PD-L1 a connu une forte popularité après la découverte de son rôle en immunothérapie.

## Rôle
À l'état normal, PD-L1 n'est exprimé qu'à la surface des macrophages et particulièrement des macrophages associés aux tumeurs. Il se lie au récepteur PD1 et module l'activation ou l'inhibition des cellules du système immunitaire.
Il est également exprimé à la surface de plusieurs cellules cancéreuses. Son expression est augmentée par l'interféron gamma. Il empêche l'apoptose des cellules porteuses.

## Intérêt thérapeutique
L'atezolizumab et le durvalumab sont des anticorps monoclonaux ciblant le PD-L1 et en cours d'évaluation contre certains cancers. D'autres anticorps monoclonaux sont dirigés contre son récepteur PD-1. Deux filières concurrentes de lutte contre le cancer sont en cours de développement en 2024 : 
- La conjonction d'un effet anti PD-1 et anti-VEGF, symbolisée par l'ivonescimab de Summit Therapeutics et de Akeso,
- La conjonction d'un effet anti PD-L1 et anti-VEGF, symbolisée par PM8002/BNT327 de BioNTech et de Biotheus[7],[8],[9].